# Acrossocheilus
Genre
Acrossocheilus est un genre de poissons téléostéens d'eau douce ou saumâtre de la famille des Cyprinidae (ordre des Cypriniformes). Ces poissons présentent une longueur maximale comprise entre 8 et 20 cm et, pour la plupart, se rencontrent en Asie du Sud-Est, en Chine et au Vietnam.

## Liste des espèces
Selon World Register of Marine Species (17 décembre 2023) :
- Acrossocheilus aluoiensis (Nguyen, 1997)
- Acrossocheilus baolacensis Nguyen, 2001
- Acrossocheilus beijiangensis Wu & Lin, 1977
- Acrossocheilus clivosius (Lin, 1935)
- Acrossocheilus fasciatus (Steindachner, 1892)
- Acrossocheilus hemispinus (Nichols, 1925)
- Acrossocheilus ikedai (Harada, 1943)
- Acrossocheilus iridescens (Nichols & Pope, 1927)
- Acrossocheilus jishouensis Zhao, Chen & Li, 1997
- Acrossocheilus kreyenbergii (Regan, 1908)
- Acrossocheilus lamus (Mai, 1978)
- Acrossocheilus longipinnis (Wu, 1939)
- Acrossocheilus macrophthalmus Nguyen, 2001
- Acrossocheilus malacopterus Zhang, 2005
- Acrossocheilus microstoma (Pellegrin & Chevey, 1936)
- Acrossocheilus monticola (Günther, 1888)
- Acrossocheilus multistriatus Lan, Chan & Zhao, 2014
- Acrossocheilus paradoxus (Günther, 1868)
- Acrossocheilus parallens (Nichols, 1931)
- Acrossocheilus rendahli (Lin, 1931)
- Acrossocheilus spinifer Yuan, Wu & Zhang, 2006
- Acrossocheilus wenchowensis Wang, 1935
- Acrossocheilus wuyiensis Wu & Chen, 1981
- Acrossocheilus xamensis Kottelat, 2000
- Acrossocheilus yalyensis Nguyen, 2001
- Acrossocheilus yunnanensis (Regan, 1904)

## Classification
Le nom valide complet (avec auteur) de ce taxon est Acrossocheilus Oshima, 1919,. Lorsque Masamitsu Ōshima (1884-1965) crée le genre en 1919, il choisit pour espèce type Gymnostomus formosanus Regan, 1908 qu'il rebaptise Acrossocheilus formosanus (Regan, 1908) ; toutefois celle-ci sera ultérieurement considérée comme un synonyme de Acrossocheilus paradoxus (Günther, 1868).
Acrossocheilus a pour synonymes :
- Accrossocheilus
- Acrosocheilus
- Acrossochilus Oshima, 1919
- Lissochilus Weber & de Beaufort, 1916
- Lissocholichthys
- Masticbarbus Tang, 1942

## Étymologie
Le nom générique, Acrossocheilus, du grec ancien ἀ, a, « absence, privation (préfixe négatif) », κροσσός, krossós, « frange, pompon », et χεῖλος, cheī́los, « lèvre », fait référence à la lèvre supérieure lisse de ces espèces, ce qui les distinguent de celles du genre Crossocheilus.

## Publication originale
- (en) Masamitsu Oshima, « Contributions to the study of the fresh water fishes of the island of Formosa », Annals of the Carnegie Museum of Natural History, Pittsburgh, W.J. Holland, vol. 12, nos 2-4,‎ 1919, p. 169-328 (ISSN 0097-4463 et 1943-6300, OCLC 1261514, DOI 10.5962/P.34608, lire en ligne).